# Dominator (festival)
Dominator is een jaarlijks hardcorefestival georganiseerd door Q-dance en Art of Dance dat plaatsvindt op het E3 Strand in Eersel. De meest recente editie vond plaats op 18 en 19 juli 2025. Het evenement is sinds 2011 iedere keer uitverkocht geweest en trekt ongeveer 50.000 bezoekers.

## Geschiedenis
De eerste editie werd gehouden op 30 juli 2005 in recreatiepark Het Rutbeek in Enschede. In 2006 werd Dominator niet georganiseerd. In 2007 keerde Dominator echter terug, ditmaal in het Stadspark van Groningen. De derde editie vond plaats op 26 juli 2008 op recreatieterrein Vlietland in Leidschendam-Voorburg. Sinds 2009 wordt Dominator georganiseerd op het E3 Strand. 
In 2020 en 2021 werd het festival tweemaal uitgesteld door de coronapandemie. Wel waren er beide jaren online evenementen met het thema We Will Prevail die deels gratis en deels tegen betaling online konden worden bekeken op de geplande dag van het festival.
Vanaf 2020 zou het festival worden uitgebreid met een aansluitende camping waar bezoekers naast het festival zelf ook twee dagen kunnen overnachten. Ook zou er de dag voor het festival een preparty plaatsvinden op de camping. Door het tweemaal uitstellen van het festival vond de eerste editie met camping voor het eerst plaats in 2022.
De editie van 2024 was voor het eerst een volledig tweedaags festival, met vijf open podia op vrijdag. Het festival werd dat jaar op de zaterdagavond getroffen door hevige regenval en onweersbuien, waardoor zowel het festivalterrein, het parkeerterrein en de camping onder water liepen.

## Edities
Hieronder een tabel met daarin de thema's ofwel titels van iedere editie van Dominator. Van 2011 tot en met 2019 had ieder thema een alliteratie. Ook wordt er ieder jaar een anthem voor het festival uitgebracht. Sinds 2011 is de titel van het anthem altijd gelijk geweest aan het thema van dat jaar.
| Jaar | Datum      | Thema                           | Locatie                        | Anthem                                             |
| ---- | ---------- | ------------------------------- | ------------------------------ | -------------------------------------------------- |
| 2005 | 30 juli    | -                               | Het Rutbeek, Enschede          | Human Resource - Dominator - The Remixes           |
| 2007 | 28 juli    | -                               | Stadspark, Groningen           | Outblast & Predator ft. Ruffian - The Hunt         |
| 2008 | 26 juli    | -                               | Vlietland, Leidschendam        | Angerfist & Outblast - Radical                     |
| 2009 | 25 juli    | -                               | E3 Strand, Eersel              | DJ D - D Power                                     |
| 2010 | 24 juli    | Highway to Hell                 | E3 Strand, Eersel              | Nitrogenetics - Driven By Fear                     |
| 2011 | 30 juli    | Nirvana of Noise                | E3 Strand, Eersel              | Art of Fighters - Nirvana Of Noise                 |
| 2012 | 21 juli    | Catastrophe                     | E3 Strand, Eersel              | Angerfist & Outblast ft. Tha Watcher - Catastrophe |
| 2013 | 20 juli    | Carnival of Doom                | E3 Strand, Eersel              | The Supreme Team - Carnival Of Doom                |
| 2014 | 19 juli    | Metropolis of Massacre          | E3 Strand, Eersel              | Miss K8 ft. MC Nolz - Metropolis of Massacre       |
| 2015 | 18 juli    | Riders of Retaliation           | E3 Strand, Eersel              | Tha Playah & Nosferatu - Riders of Retaliation     |
| 2016 | 16 juli    | Methods of Mutilation           | E3 Strand, Eersel              | Furyan ft. Alee - Methods of Mutilation            |
| 2017 | 15 juli    | Maze of Martyr                  | E3 Strand, Eersel              | DJ Mad Dog & Dave Revan - Maze of Martyr           |
| 2018 | 21 juli    | Wrath of Warlords               | E3 Strand, Eersel              | DJ Neophyte - Wrath of Warlords                    |
| 2019 | 20 juli    | Rally of Retribution            | E3 Strand, Eersel              | Angerfist & Nolz - Rally of Retribution            |
| 2020 | 18 juli    | We Will Prevail                 | E3 Strand, Eersel (Livestream) | -                                                  |
| 2021 | 17 juli    | We Will Prevail                 | E3 Strand, Eersel (Livestream) | -                                                  |
| 2022 | 15-16 juli | Hell of a Ride                  | E3 Strand, Eersel              | Deadly Guns & Tha Watcher - Hell of a Ride         |
| 2023 | 14-15 juli | Voyage of The Damned            | E3 Strand, Eersel              | AniMe & Nolz - Voyage of The Damned                |
| 2024 | 19-20 juli | The Core Citadel                | E3 Strand, Eersel              | N-Vitral & Tha Watcher - The Core Citadel          |
| 2025 | 18-19 juli | 20 Years of Hardcore Domination | E3 Strand, Eersel              | The Supreme Team - Lead By Example                 |